# Epanusia xerophila
Epanusia xerophila is een vliesvleugelig insect uit de familie Encyrtidae. De wetenschappelijke naam is voor het eerst geldig gepubliceerd in 1906 door Brues.